# Suzuki MotoGP
Suzuki MotoGP fue el equipo oficial de fábrica de Suzuki en el Campeonato del mundo de MotoGP. El equipo compitió bajo el nombre de Team Suzuki Ecstar MotoGP.
Suzuki se retiró del campeonato al final de la temporada de MotoGP de 2011. Sin Embargo, en junio de 2013, Suzuki anunció que terminaría su ausencia y volverían a MotoGP con un equipo de fábrica en 2015.

## Historia
Suzuki entró al Campeonato del Mundo de Motociclismo de 50cc y 125cc 2t en 1962-1970  con los pilotos: Ernst Degner , Hugh Anderson, Hans-Georg Anscheidt y Dieter Braun en esa época logró varios títulos mundiales consecutivos, luego viene la transición de 500cc 2t en 1974 con los pilotos: Barry Sheene y Jack Findlay montando la Suzuki RG500. Un segundo puesto de Sheene en la primera carrera de la temporada fue el mejor resultado ese año. El equipo consiguió su primera victoria en 1975, una pole y victoria de Barry Sheene en el Gran Premio de los Países Bajos de Motociclismo. Sheene terminó la temporada 6.º en la general con dos victorias.
Barry Sheene ganó el campeonato de pilotos de 500cc en 1976 con un total de 5 victorias. Sheene ganó su segundo campeonato de 500cc en 1977 consiguiendo 6 victorias. su compañero Steve Parrish fue quinto.
En 1978 con dos victorias con la Suzuki RGA, Sheene terminó segundo en el campeonato detrás de piloto de Yamaha: Kenny Roberts. Su compañero de equipo Wil Hartog terminó 4.º en la general con 2 victorias. El campeonato de 1979 fue nuevamente ganado por Roberts con Virginio Ferrari segundo, Barry Sheene tercero y Wil Hartog cuarto, los últimos tres montando la nueva Suzuki RGB.
Randy Mamola se unió a Suzuki en 1980. Kenny Roberts ganó su tercer campeonato consecutivo y los pilotos de Suzuki terminaron segundo (Randy Mamola) y tercero (Marco Lucchinelli). Lucchinelli se consagró campeón del mundo en 1981 montando la nueva Suzuki RG 500 gamma para el equipo de Roberto Gallina.
Lucchinelli dejó Suzuki para irse a Honda en 1982. Él fue reemplazado en el equipo de Gallina por Franco Uncini que terminó ganando el campeonato del mundo con un total de cinco victorias. Uncini se lesionó severamente en el Gran Premio de los Países Bajos de Motociclismo de 1983 y no pudo defender su título. Suzuki dejó de brindar apoyo oficial al final de la temporada.
Después de tres años Suzuki retorno en 1987 con un equipo con apoyo de fábrica. Pero no fue un retorno completo a la competición, los pilotos: Kevin Schwantz y Takumi Itoh consiguieron buenos resultados a bordo de la nueva Suzuki RGV500. Suzuki retorno a la competición en 1988 con Schwantz terminando octavo en la general con dos victorias mientras que su compañero Rob McElnea terminó la temporada en décimo lugar.
Con un total de 6 victorias, Schwantz terminó 4.º en la temporada de 1989. En 1990, Schwantz fue 2.º con un total de 5 victorias mientras que su compañero Niall Mackenzie fue 4.º. Otras 5 victorias ubicaron a Schwantz tercero en la general en 1991. Doug Chandler se convirtió en compañero de Schwantz en 1992, temporada en la cual Schwantz solo consiguió una victoria que lo dejó 4.º en la general seguido por Chandler 5.º.
Schwantz ganó su tan anhelado título del mundo en 1993 con un total de 4 victorias. Su nuevo compañero de equipo Alex Barros terminó 6.º en la general con 1 victoria.
En 1994 Schwantz fue 4.º en la general con dos victorias mientras que Barros fue 8.º. Comenzando la temporada de 1995, Schwantz decidió retirarse del motociclismo. El otro piloto de Suzuki Daryl Beattie terminó segundo con un total de dos victorias.
Scott Russell acompañó a Beattie en 1996. Russell terminó la temporada 6.º mientras que Beattie sufrió serias lesiones en pretemporada y no pudo competir de la mejor forma. Él terminó 18.º. Beattie fue acompañado por Anthony Gobert en 1997. Beattie terminó la temporada 11.º y Gobert 15.º. Un quinto lugar de Beattie fue el mejor resultado del equipo esa temporada.
Suzuki alineó un dúo japonés de pilotos en 1998 con Nobuatsu Aoki y Katsuaki Fujiwara. Fujiwara se lesionó durante los test de pretemporada y Aoki tuvo que completar el campeonato solo. Él terminó 9.º en la temporada con un 4.º puesto como mejor resultado.
Kenny Roberts, Jr. acompañó a Aoki en 1999. En el Gran Premio de Malasia, Roberts Jr. consiguió su primera victoria en el mundial y la primera victoria de Suzuki desde 1995. Sus cuatro victorias lo dejaron segundo en el campeonato. Aoki fue 13.º. Kenny Roberts, Jr. fue campeón del mundo en el 2000 con un total de cuatro victorias. Aoki terminó 10.º en la general.
En 2001, Sete Gibernau acompañó a Roberts montando la nueva Suzuki RGV500. Gibernau terminó 9.º en la general y Roberts 11.º.
En 2002, el año dubut de la nueva categoría MotoGP, Roberts y Gibernau montaron la nueva Suzuki GSV-R de 4 cilindros. El mejor resultado del equipo fue un tercer lugar de Roberts en el gran premio de Brasil. En la general, Roberts terminó 9.º y Gibernau 16.º.
John Hopkins acompañó a Roberts en el 2003. Hopkins terminó 7.º en el Gran Premio de España de Motociclismo. Mientras que Roberts se perdió tres carreras a causa de un choque en el Gran Premio de Italia de Motociclismo y terminó la temporada 19.º dos puestos detrás de Hopkins que terminó en la 17.º ubicación.
Los mismos pilotos se repitieron en 2004, mientras que Bridgestone reemplazo a Michelin como suministrador de neumáticos del equipo. Hopkins terminó la temporada 16.º y Roberts Jr. terminó otra vez dos puestos detrás en la 18.º ubicación.
Los mismos pilotos se repitieron otra vez en 2005, mientras que el inglés Paul Denning se convirtió en el nuevo director del equipo en reemplazo de Gary Taylor. Roberts Jr. consiguió un segundo lugar en el Gran Premio de Gran Bretaña de Motociclismo pero terminó la temporada 13.º. Hopkins terminó la temporada 14.º.
Chris Vermeulen acompañó a Hopkins en el 2006. Hopkins terminó la temporada 10.º mientras que Vermeulen terminó 11.º en su temporada debut como piloto titular en MotoGP, logrando un segundo puesto en el Gran Premio de Australia como mejor resultado de temporada, además consiguió dos poles en Turquía y en los Estados Unidos.
Ambos pilotos se mantuvieron en el equipo en 2007 y corrieron en la nueva Suzuki GSV-R de 800cc. Vermeulen consiguió la primera victoria de Suzuki en la era de la cuatro tiempos y terminó 6.º en la general. Hopkins terminó 4.º con 4 podios.
En 2008 y 2009, Chris Vermeulen fue acompañado en el equipo por Loris Capirossi. En 2010, Álvaro Bautista se unió al equipo.
Para la temporada 2011, el equipo formó con solo una GSV-R para Bautista, porque no se encontró reemplazante de Capirossi quien se fue al Pramac Racing. Al final de 2011, Suzuki decidió alejarse de MotoGP citando que debían reducir costos debido a la crisis económica global.
El 30 de septiembre de 2014, Suzuki Motor Corporation anunció que participaría en MotoGP en 2015, con Aleix Espargaró y Maverick Viñales como pilotos. También anunciaron que desarrollarían una nueva moto para MotoGP, la Suzuki GSX-RR, y que contarían con Davide Brivio como director del equipo.
En 2016, el equipo y los pilotos tuvieron una gran temporada. Maverick Viñales consiguió su primer podio en MotoGP al terminar tercero en el Gran Premio de Francia, en Gran Bretaña, Viñales ganó y le dio a Suzuki su primera victoria en MotoGP desde Chris Vermeulen en el Gran Premio de Francia 2007, esta además fue su primera victoria en MotoGP. En el transcurso de la temporada consihuió dos podios más en Japón y Australia. Mientras que Espargaró terminó dos tercios de las carreras de la temporada en los puntos, logrando un cuarto puesto en Japón detrás de Viñales y dos quintos puestos en las Américas y España como sus mejores resultados de la temporada.
Ante las idas de Espargaró y Viñales, Suzuki se renovó de cara a 2017, contrato a Andrea Iannone proveniente de Ducati y fichó a Álex Rins, proveniente de Moto2. Esta temporada tuvieron problemas que los lastraron durante la temporada al no contar con las concesiones con las que gozaban, introdujeron un motor que les ayudaba a tener tracción a la salida de las curvas pero les perjudicaba en la entrada a las curvas y girando. Además de los problemas de motor, el equipo sufrió la lesión de Álex Rins en el Gran Premio de las Américas que lo hizo perderse cuatro carreras. En los primeros dos tercios de la temporada, los pilotos Suzuki apenas podían luchar para entrar entre los diez mejores y en el último tercio de la temporada con unos ajustes en la GSX-RR sus resultados mejoraron y ambos pilotos terminaron entre los mejores ocho en los grandes premios de Japón, Australia y Valencia.
En 2018, solucionados los problemas de motor de la temporada anterior y al haber recuperado las concesiones, Suzuki vivió una de las mejores temporadas en mucho tiempo, obtuvo nueve podios, cuatro de la mano de Iannone y otros cinco de la mano de Rins. Ambos pilotos terminaron consistentemente entre los diez mejores, logrando varios cuartos, quintos y sextos puestos además de los podios, el piloto mejor ubicado en la temporada que Álex Rins quien terminó en la quinta posición en el campeonato.
En 2019, Rins fue acompañado en el equipo por su compatriota Joan Mir. En esta temporada, Rins demostró un gran nivel, en la tercera fecha en las Américas, consiguió su primera victoria en la categoría reina con Suzuki, aprovecho la caída del líder de la carrera Marc Márquez y luchó mano a mano con Valentino Rossi hasta alzarse con la victoria. En la fecha siguiente en España, Rins terminó segundo detrás de Marc Márquez, su tercer y último podio de la temporada se dio en el Gran Premio de Gran Bretaña, en donde batalló contra Márquez durante toda la carrera y en un brillante movimiento en la última curva le arrebató la victoria por solo 13 milésimas de segundo, siendo la segunda carrera más ajusada en la historia de MotoGP. Mientras que Mir, en su primera temporada en la categoría reina demostró el porqué Suzuki apostó por él, consiguió meterse entre los diez mejores en 10 de las 17 carreras que disputó, se perdió los grandes premios de Austria y Gran Bretaña debido a una contusión pulmonar ocurrida en unos test posteriores al Gran Premio de la República Checa en Brno.

## Resultados en MotoGP
(Carreras en negrita indican pole position, Carreras en cursiva indican vuelta rápida)
| Año  | Moto          | Equipo                     | Neu. | Pilotos            | 1   | 2   | 3   | 4   | 5   | 6   | 7   | 8   | 9   | 10  | 11  | 12  | 13  | 14  | 15  | 16  | 17  | 18  | 19  | 20  | Pts | Pos. C.E |
| ---- | ------------- | -------------------------- | ---- | ------------------ | --- | --- | --- | --- | --- | --- | --- | --- | --- | --- | --- | --- | --- | --- | --- | --- | --- | --- | --- | --- | --- | -------- |
| 2002 | Suzuki GSV-R  | Telefónica Movistar Suzuki | D M  |                    | JPN | RSA | ESP | FRA | ITA | CAT | NED | GBR | GER | CZE | POR | RÍO | PAC | MAL | AUS | VAL |     |     |     |     | 150 | 4.º      |
| 2002 | Suzuki GSV-R  | Telefónica Movistar Suzuki | D M  | Sete Gibernau      | Ret | 16  | 9   | 12  | Ret | Ret | Ret | 6   | Ret | 4   | Ret | 8   | Ret | 14  | 12  | 13  |     |     |     |     | 150 | 4.º      |
| 2002 | Suzuki GSV-R  | Telefónica Movistar Suzuki | D M  | Kenny Roberts, Jr. | Ret | Ret | 8   | 5   | Ret | 7   | 6   | 14  |     | 11  | 4   | 3   | 6   | 8   | 9   | Ret |     |     |     |     | 150 | 4.º      |
| 2002 | Suzuki GSV-R  | Telefónica Movistar Suzuki | D M  | Yukio Kagayama     |     |     |     |     |     |     |     |     | Ret |     |     |     |     |     |     |     |     |     |     |     | 150 | 4.º      |
| 2003 | Suzuki GSV-R  | Suzuki Grand Prix Team     | M    |                    | JPN | RSA | ESP | FRA | ITA | CAT | NED | GBR | GER | CZE | POR | RÍO | PAC | MAL | AUS | VAL |     |     |     |     | 55  | 10.º     |
| 2003 | Suzuki GSV-R  | Suzuki Grand Prix Team     | M    | John Hopkins       | 13  | 13  | 7   | Ret | Ret | 15  | 15  | 11  | Ret | 17  | 18  | DNS | Ret |     | 12  | 13  |     |     |     |     | 55  | 10.º     |
| 2003 | Suzuki GSV-R  | Suzuki Grand Prix Team     | M    | Kenny Roberts, Jr. | 14  | 15  | 13  | 16  | Ret |     |     |     | 15  | 20  | 17  | 17  | 15  | 14  | 9   | 11  |     |     |     |     | 55  | 10.º     |
| 2003 | Suzuki GSV-R  | Suzuki Grand Prix Team     | M    | Akira Ryō          |     |     |     |     |     |     |     |     |     |     |     |     | 10  | 20  |     |     |     |     |     |     | 55  | 10.º     |
| 2003 | Suzuki GSV-R  | Suzuki Grand Prix Team     | M    | Yukio Kagayama     |     |     |     |     |     |     | Ret | 12  |     |     |     |     |     |     |     |     |     |     |     |     | 55  | 10.º     |
| 2004 | Suzuki GSV-R  | Team Suzuki MotoGP         | B    |                    | RSA | ESP | FRA | ITA | CAT | NED | RÍO | GER | GBR | CZE | POR | JPN | QAT | MAL | AUS | VAL |     |     |     |     | 89  | 9.º      |
| 2004 | Suzuki GSV-R  | Team Suzuki MotoGP         | B    | John Hopkins       | 13  | 15  | Ret |     | Ret | 14  | 15  | 9   | 8   | Ret | 6   | Ret | 8   | Ret | 15  | 12  |     |     |     |     | 89  | 9.º      |
| 2004 | Suzuki GSV-R  | Team Suzuki MotoGP         | B    | Kenny Roberts, Jr. | Ret | 8   | 12  | Ret | 17  | 16  | 7   | 8   | 17  | 10  | 14  | Ret |     |     |     |     |     |     |     |     | 89  | 9.º      |
| 2004 | Suzuki GSV-R  | Team Suzuki MotoGP         | B    | Gregorio Lavilla   |     |     |     |     | Ret |     |     |     |     | Ret |     |     |     |     | 16  | 17  |     |     |     |     | 89  | 9.º      |
| 2004 | Suzuki GSV-R  | Team Suzuki MotoGP         | B    | Yukio Kagayama     |     |     |     |     |     |     |     |     |     |     |     |     | 11  | 14  |     |     |     |     |     |     | 89  | 9.º      |
| 2005 | Suzuki GSV-R  | Team Suzuki MotoGP         | B    |                    | ESP | POR | CHN | FRA | ITA | CAT | NED | USA | GBR | GER | CZE | JPN | MAL | QAT | AUS | TUR | VAL |     |     |     | 126 | 8.º      |
| 2005 | Suzuki GSV-R  | Team Suzuki MotoGP         | B    | John Hopkins       | 14  | Ret | 7   | 16  | 11  | Ret | 13  | 8   | 11  | Ret | 13  | 5   | 9   | 17  | 10  | 15  | 13  |     |     |     | 126 | 8.º      |
| 2005 | Suzuki GSV-R  | Team Suzuki MotoGP         | B    | Kenny Roberts, Jr. | Ret | 12  | Ret | 13  | 15  | 15  | 16  | 14  | 2   | 11  | 11  | 8   | 7   | 11  |     |     |     |     |     |     | 126 | 8.º      |
| 2005 | Suzuki GSV-R  | Team Suzuki MotoGP         | B    | Nobuatsu Aoki      |     |     |     |     |     |     |     |     |     |     | 16  |     |     |     |     |     | Ret |     |     |     | 126 | 8.º      |
| 2006 | Suzuki GSV-R  | Rizla Suzuki MotoGP        | B    |                    | ESP | QAT | TUR | CHN | FRA | ITA | CAT | NED | GBR | GER | USA | CZE | MAL | AUS | JPN | POR | VAL |     |     |     | 214 | 5.º      |
| 2006 | Suzuki GSV-R  | Rizla Suzuki MotoGP        | B    | John Hopkins       | 9   | Ret | 17  | 4   | 15  | 10  | 4   | 6   | 8   | 10  | 6   | 7   | 6   | 12  | 12  | 6   | 11  |     |     |     | 214 | 5.º      |
| 2006 | Suzuki GSV-R  | Rizla Suzuki MotoGP        | B    | Chris Vermeulen    | 12  | Ret | 7   | Ret | 10  | 14  | 6   | 10  | 16  | 7   | 5   | 12  | 11  | 2   | 11  | 9   | Ret |     |     |     | 214 | 5.º      |
| 2006 | Suzuki GSV-R  | Rizla Suzuki MotoGP        | B    | Kousuke Akiyoshi   |     |     |     |     |     |     |     |     |     |     |     |     |     |     | 13  |     |     |     |     |     | 214 | 5.º      |
| 2007 | Suzuki GSV-R  | Rizla Suzuki MotoGP        | B    |                    | QAT | ESP | TUR | CHN | FRA | ITA | CAT | GBR | NED | GER | USA | CZE | SMR | POR | JPN | AUS | MAL | VAL |     |     | 368 | 3.º      |
| 2007 | Suzuki GSV-R  | Rizla Suzuki MotoGP        | B    | John Hopkins       | 4   | 19  | 6   | 3   | 7   | 5   | 4   | 5   | 5   | 7   | 15  | 2   | 3   | 6   | 10  | 7   | 8   | 3   |     |     | 368 | 3.º      |
| 2007 | Suzuki GSV-R  | Rizla Suzuki MotoGP        | B    | Chris Vermeulen    | 7   | 9   | 11  | 7   | 1   | 8   | 7   | 3   | 16  | 11  | 2   | 5   | 2   | 13  | 11  | 8   | 7   | 6   |     |     | 368 | 3.º      |
| 2007 | Suzuki GSV-R  | Rizla Suzuki MotoGP        | B    | Kousuke Akiyoshi   |     | 17  |     |     |     |     |     |     |     |     |     |     |     |     | Ret |     |     |     |     |     | 368 | 3.º      |
| 2007 | Suzuki GSV-R  | Rizla Suzuki MotoGP        | B    | Nobuatsu Aoki      |     |     |     |     |     |     |     |     |     |     |     |     |     |     |     |     | 13  |     |     |     | 368 | 3.º      |
| 2008 | Suzuki GSV-R  | Rizla Suzuki MotoGP        | B    |                    | QAT | ESP | POR | CHN | FRA | ITA | CAT | GBR | NED | GER | USA | CZE | SMR | IND | JPN | AUS | MAL | VAL |     |     | 248 | 5.º      |
| 2008 | Suzuki GSV-R  | Rizla Suzuki MotoGP        | B    | Loris Capirossi    | 8   | 5   | 9   | 9   | 7   | 7   | Ret | DNS | DNS | 7   | 15  | 3   | 7   | 16  | 6   | 10  | 7   | 9   |     |     | 248 | 5.º      |
| 2008 | Suzuki GSV-R  | Rizla Suzuki MotoGP        | B    | Chris Vermeulen    | 17  | 10  | 8   | Ret | 5   | 10  | 7   | 8   | 7   | 3   | 3   | 6   | 5   | 9   | Ret | 15  | 9   | 13  |     |     | 248 | 5.º      |
| 2008 | Suzuki GSV-R  | Rizla Suzuki MotoGP        | B    | Kousuke Akiyoshi   |     |     |     |     |     |     |     |     |     |     |     |     |     |     | Ret |     |     |     |     |     | 248 | 5.º      |
| 2008 | Suzuki GSV-R  | Rizla Suzuki MotoGP        | B    | Ben Spies          |     |     |     |     |     |     |     | 14  |     |     | 8   |     |     | 6   |     |     |     |     |     |     | 248 | 5.º      |
| 2008 | Suzuki GSV-R  | Rizla Suzuki MotoGP        | B    | Nobuatsu Aoki      |     |     |     |     |     |     |     |     |     |     |     |     |     |     |     |     | 17  |     |     |     | 248 | 5.º      |
| 2009 | Suzuki GSV-R  | Rizla Suzuki MotoGP        | B    |                    | QAT | JPN | ESP | FRA | ITA | CAT | NED | USA | GER | GBR | CZE | IND | RSM | POR | AUS | MAL | VAL |     |     |     | 216 | 6.º      |
| 2009 | Suzuki GSV-R  | Rizla Suzuki MotoGP        | B    | Loris Capirossi    | Ret | 7   | 6   | 8   | 5   | 5   | 9   | Ret | 11  | 11  | 5   | 7   | 5   | Ret | 12  | 9   | 14  |     |     |     | 216 | 6.º      |
| 2009 | Suzuki GSV-R  | Rizla Suzuki MotoGP        | B    | Chris Vermeulen    | 7   | 10  | 10  | 6   | 10  | 11  | 5   | 8   | 13  | 13  | 11  | 11  | 9   | 10  | 11  | 6   | 15  |     |     |     | 216 | 6.º      |
| 2010 | Suzuki GSV-R  | Rizla Suzuki MotoGP        | B    |                    | QAT | ESP | FRA | ITA | GBR | NED | CAT | GER | USA | CZE | IND | RSM | ARA | JPN | MAL | AUS | POR | VAL |     |     | 129 | 6.º      |
| 2010 | Suzuki GSV-R  | Rizla Suzuki MotoGP        | B    | Loris Capirossi    | 9   | Ret | Ret | 10  | Ret | 13  | 7   | 11  | 10  | Ret | 11  | Ret |     | Ret | Ret | DNS | 13  | Ret |     |     | 129 | 6.º      |
| 2010 | Suzuki GSV-R  | Rizla Suzuki MotoGP        | B    | Álvaro Bautista    | Ret | 10  | DNS | 14  | 12  | 14  | 5   | Ret | Ret | Ret | 8   | 8   | 8   | 7   | 5   | 12  | 11  | 9   |     |     | 129 | 6.º      |
| 2011 | Suzuki GSV-R  | Rizla Suzuki MotoGP        | B    |                    | QAT | ESP | POR | FRA | CAT | GBR | NED | ITA | GER | USA | CZE | IND | RSM | ARA | JPN | AUS | MAL | VAL |     |     | 73  | 8.º      |
| 2011 | Suzuki GSV-R  | Rizla Suzuki MotoGP        | B    | Álvaro Bautista    | DNS |     | 13  | 12  | 12  | 5   | 11  | 13  | 7   | Ret | Ret | 6   | 8   | 6   | Ret | Ret | C   | Ret |     |     | 73  | 8.º      |
| 2011 | Suzuki GSV-R  | Rizla Suzuki MotoGP        | B    | John Hopkins       |     | 10  |     |     |     |     |     |     |     |     | DNS |     |     |     |     |     | C   |     |     |     | 73  | 8.º      |
| 2015 | Suzuki GSX-RR | Team Suzuki Ecstar MotoGP  | B    |                    | QAT | AME | ARG | ESP | FRA | ITA | CAT | NED | GER | IND | CZE | GBR | SMR | ARA | JPN | AUS | MAL | VAL |     |     | 202 | 5.º      |
| 2015 | Suzuki GSX-RR | Team Suzuki Ecstar MotoGP  | B    | Aleix Espargaró    | 11  | 8   | 7   | 7   | Ret | Ret | Ret | 9   | 10  | 14  | 9   | 9   | 10  | 6   | 11  | 9   | 7   | 8   |     |     | 202 | 5.º      |
| 2015 | Suzuki GSX-RR | Team Suzuki Ecstar MotoGP  | B    | Maverick Viñales   | 14  | 9   | 10  | 11  | 9   | 7   | 6   | 10  | 11  | 11  | Ret | 11  | 14  | 11  | Ret | 6   | 8   | 11  |     |     | 202 | 5.º      |
| 2016 | Suzuki GSX-RR | Team Suzuki Ecstar MotoGP  | M    |                    | QAT | ARG | AME | ESP | FRA | ITA | CAT | NED | GER | AUT | CZE | GBR | SMR | ARA | JPN | AUS | MAL | VAL |     |     | 295 | 4.º      |
| 2016 | Suzuki GSX-RR | Team Suzuki Ecstar MotoGP  | M    | Aleix Espargaró    | 11  | 11  | 5   | 5   | 6   | 9   | Ret | Ret | 14  | Ret | Ret | 7   | Ret | 7   | 4   | Ret | 13  | 8   |     |     | 295 | 4.º      |
| 2016 | Suzuki GSX-RR | Team Suzuki Ecstar MotoGP  | M    | Maverick Viñales   | 6   | Ret | 4   | 6   | 3   | 6   | 4   | 9   | 12  | 6   | 9   | 1   | 5   | 4   | 3   | 3   | 6   | 5   |     |     | 295 | 4.º      |
| 2017 | Suzuki GSX-RR | Team Suzuki Ecstar MotoGP  | M    |                    | QAT | ARG | AME | ESP | FRA | ITA | CAT | NED | GER | CZE | AUT | GBR | SMR | ARA | JPN | AUS | MAL | VAL |     |     | 130 | 6.º      |
| 2017 | Suzuki GSX-RR | Team Suzuki Ecstar MotoGP  | M    | Andrea Iannone     | Ret | 16  | 7   | Ret | 10  | 10  | 16  | 9   | Ret | 19  | 11  | Ret | Ret | 12  | 4   | 6   | 17  | 6   |     |     | 130 | 6.º      |
| 2017 | Suzuki GSX-RR | Team Suzuki Ecstar MotoGP  | M    | Álex Rins          | 9   | Ret | DNS |     |     |     |     | 17  | 21  | 11  | 16  | 9   | 8   | 17  | 5   | 8   | DSQ | 4   |     |     | 130 | 6.º      |
| 2017 | Suzuki GSX-RR | Team Suzuki Ecstar MotoGP  | M    | Takuya Tsuda       |     |     |     | 17  |     |     |     |     |     |     |     |     |     |     |     |     |     |     |     |     | 130 | 6.º      |
| 2017 | Suzuki GSX-RR | Team Suzuki Ecstar MotoGP  | M    | Sylvain Guintoli   |     |     |     |     | 15  | 17  | 17  |     |     |     |     |     |     |     |     |     |     |     |     |     | 130 | 6.º      |
| 2018 | Suzuki GSX-RR | Team Suzuki Ecstar MotoGP  | M    |                    | QAT | ARG | AME | ESP | FRA | ITA | CAT | NED | GER | CZE | AUT | GBR | SMR | ARA | THA | JPN | AUS | MAL | VAL |     | 302 | 4.º      |
| 2018 | Suzuki GSX-RR | Team Suzuki Ecstar MotoGP  | M    | Andrea Iannone     | 9   | 8   | 3   | 3   | Ret | 4   | 10  | 11  | 12  | 10  | 13  | C   | 8   | 3   | 11  | Ret | 2   | Ret | Ret |     | 302 | 4.º      |
| 2018 | Suzuki GSX-RR | Team Suzuki Ecstar MotoGP  | M    | Álex Rins          | Ret | 3   | Ret | Ret | 10  | 5   | Ret | 2   | Ret | 11  | 8   | C   | 4   | 4   | 6   | 3   | 5   | 2   | 2   |     | 302 | 4.º      |
| 2019 | Suzuki GSX-RR | Team Suzuki Ecstar MotoGP  | M    |                    | QAT | ARG | AME | ESP | FRA | ITA | CAT | NED | GER | CZE | AUT | GBR | SMR | ARA | THA | JPN | AUS | MAL | VAL |     | 301 | 5.º      |
| 2019 | Suzuki GSX-RR | Team Suzuki Ecstar MotoGP  | M    | Joan Mir           | 8   | Ret | 17  | Ret | 16  | 12  | 6   | 8   | 7   | Ret |     |     | 8   | 14  | 7   | 8   | 5   | 10  | 7   |     | 301 | 5.º      |
| 2019 | Suzuki GSX-RR | Team Suzuki Ecstar MotoGP  | M    | Álex Rins          | 4   | 5   | 1   | 2   | 10  | 4   | 4   | Ret | Ret | 4   | 6   | 1   | Ret | 9   | 5   | 7   | 9   | 5   | 5   |     | 301 | 5.º      |
| 2019 | Suzuki GSX-RR | Team Suzuki Ecstar MotoGP  | M    | Sylvain Guintoli   |     |     |     |     |     |     |     |     |     |     |     | 12  |     |     |     |     |     |     |     |     | 301 | 5.º      |
| 2020 | Suzuki GSX-RR | Team Suzuki Ecstar MotoGP  | M    |                    | QAT | SPA | AND | CZE | AUT | EST | RSM | ERM | CAT | FRA | ARA | TER | EUR | VAL | POR |     |     |     |     |     | 310 | 1.º      |
| 2020 | Suzuki GSX-RR | Team Suzuki Ecstar MotoGP  | M    | Joan Mir           | C   | Ret | 5   | Ret | 2   | 4   | 3   | 2   | 2   | 11  | 3   | 3   | 1   | 7   | Ret |     |     |     |     |     | 310 | 1.º      |
| 2020 | Suzuki GSX-RR | Team Suzuki Ecstar MotoGP  | M    | Álex Rins          | C   | DNS | 10  | 4   | Ret | 6   | 5   | 12  | 3   | NC  | 1   | 2   | 2   | 4   | 15  |     |     |     |     |     | 310 | 1.º      |
| 2021 | Suzuki GSX-RR | Team Suzuki Ecstar MotoGP  | M    |                    | QAT | DOH | POR | SPA | FRA | ITA | CAT | GER | NED | EST | AUT | GBR | ARA | RSM | AME | ERM | ALG | VAL |     |     | 307 | 3.º      |
| 2021 | Suzuki GSX-RR | Team Suzuki Ecstar MotoGP  | M    | Joan Mir           | 4   | 7   | 3   | 5   | Ret | 3   | 4   | 9   | 3   | 2   | 4   | 9   | 3   | 6   | 8   | Ret | 2   | 4   |     |     | 307 | 3.º      |
| 2021 | Suzuki GSX-RR | Team Suzuki Ecstar MotoGP  | M    | Álex Rins          | 6   | 4   | Ret | 20  | Ret | Ret | DNS | 11  | 11  | 7   | 14  | 2   | 12  | Ret | 4   | 6   | 8   | Ret |     |     | 307 | 3.º      |
| 2022 | Suzuki GSX-RR | Team Suzuki Ecstar MotoGP  | M    |                    | QAT | INA | ARG | AME | POR | SPA | FRA | ITA | CAT | GER | NED | GBR | AUT | RSM | ARA | JPN | THA | AUS | MAL | VAL | 260 | 6.º      |
| 2022 | Suzuki GSX-RR | Team Suzuki Ecstar MotoGP  | M    | Joan Mir           | 6   | 6   | 4   | 4   | Ret | 6   | Ret | Ret | 4   | Ret | 8   | Ret | Ret |     | DNS |     |     | 18  | 19  | 6   | 260 | 6.º      |
| 2022 | Suzuki GSX-RR | Team Suzuki Ecstar MotoGP  | M    | Álex Rins          | 7   | 5   | 3   | 2   | 4   | 19  | Ret | Ret | Ret | DNS | 10  | 7   | 8   | 7   | 9   | Ret | 12  | 1   | 5   | 1   | 260 | 6.º      |
| 2022 | Suzuki GSX-RR | Team Suzuki Ecstar MotoGP  | M    | Kazuki Watanabe    |     |     |     |     |     |     |     |     |     |     |     |     |     | 21  |     |     |     |     |     |     | 260 | 6.º      |
| 2022 | Suzuki GSX-RR | Team Suzuki Ecstar MotoGP  | M    | Takuya Tsuda       |     |     |     |     |     |     |     |     |     |     |     |     |     |     |     | Ret |     |     |     |     | 260 | 6.º      |
| 2022 | Suzuki GSX-RR | Team Suzuki Ecstar MotoGP  | M    | Danilo Petrucci    |     |     |     |     |     |     |     |     |     |     |     |     |     |     |     |     | 20  |     |     |     | 260 | 6.º      |

- * Temporada en curso.

## Estadísticas de pilotos en MotoGP
Datos actualizados hasta el Gran Premio de la Comunidad Valenciana de 2022
| Núm. | Piloto             | Grandes Premios |
| ---- | ------------------ | --------------- |
| 1    | Álex Rins          | 99              |
| 2    | John Hopkins       | 82              |
| 3    | Chris Vermeulen    | 70              |
| 4    | Joan Mir           | 65              |
| 5    | Kenny Roberts, Jr. | 54              |
| 6    | Loris Capirossi    | 49              |
| 7    | Aleix Espargaró    | 36              |
| 7    | Maverick Viñales   | 36              |
| 7    | Andrea Iannone     | 36              |
| 8    | Álvaro Bautista    | 32              |
| 9    | Sylvain Guintoli   | 10              |
| 10   | Yukio Kagayama     | 5               |

| Núm. | Piloto           | Victorias |
| ---- | ---------------- | --------- |
| 1    | Álex Rins        | 5         |
| 2    | Chris Vermeulen  | 1         |
| 2    | Maverick Viñales | 1         |
| 2    | Joan Mir         | 1         |

| Núm. | Piloto             | Podios |
| ---- | ------------------ | ------ |
| 1    | Álex Rins          | 17     |
| 2    | Joan Mir           | 13     |
| 3    | Chris Vermeulen    | 7      |
| 4    | John Hopkins       | 4      |
| 4    | Maverick Viñales   | 4      |
| 4    | Andrea Iannone     | 4      |
| 5    | Loris Capirossi    | 1      |
| 5    | Kenny Roberts, Jr. | 1      |

- Negrita: Piloto en actividad, compitiendo actualmente para Suzuki.